# Embalse de Cabra Corral

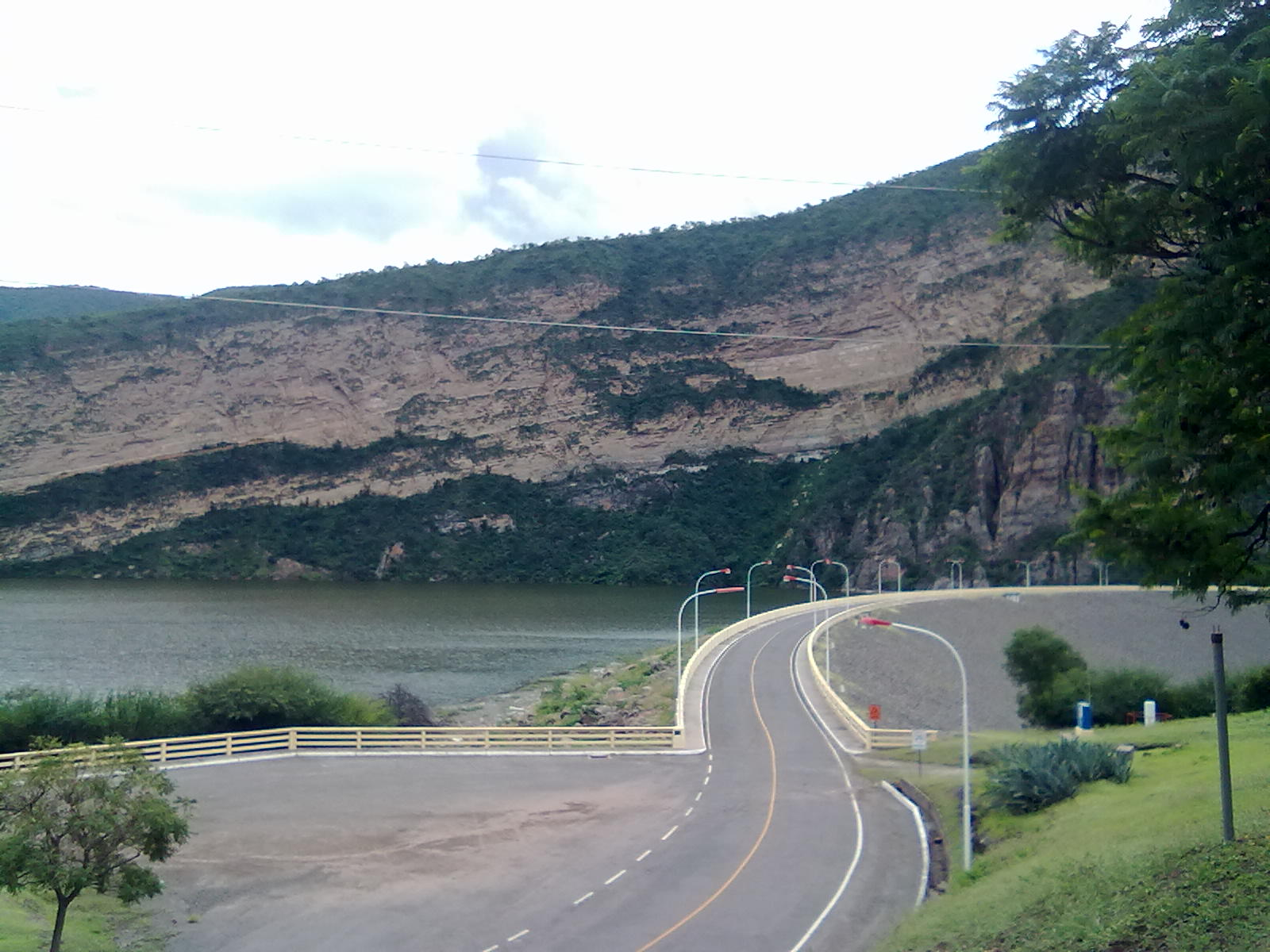
Embalse Cabra Corral

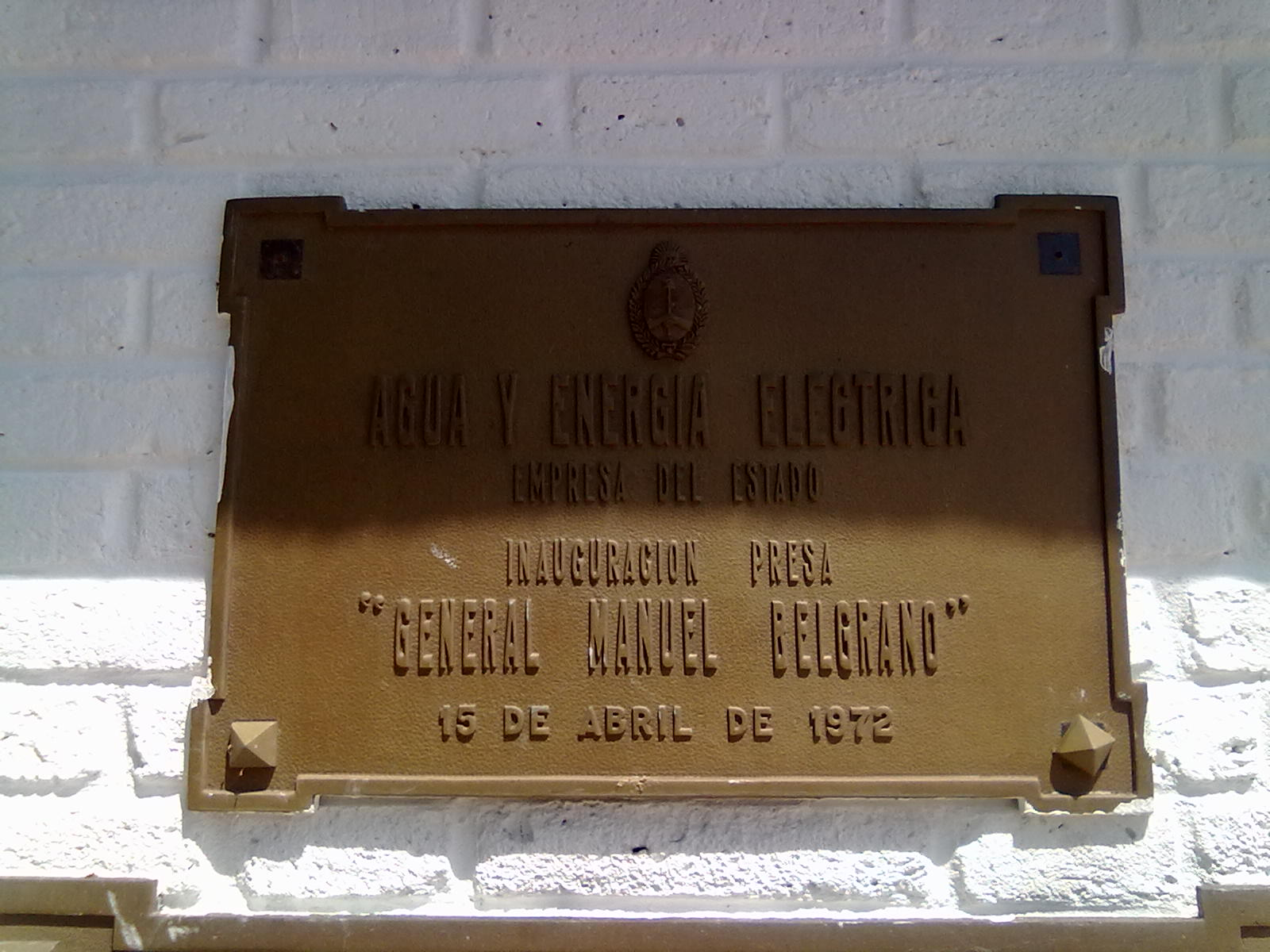
Placa conmemorativa de la inauguración de la presa ubicada en la villa que se encuentra junto al dique.

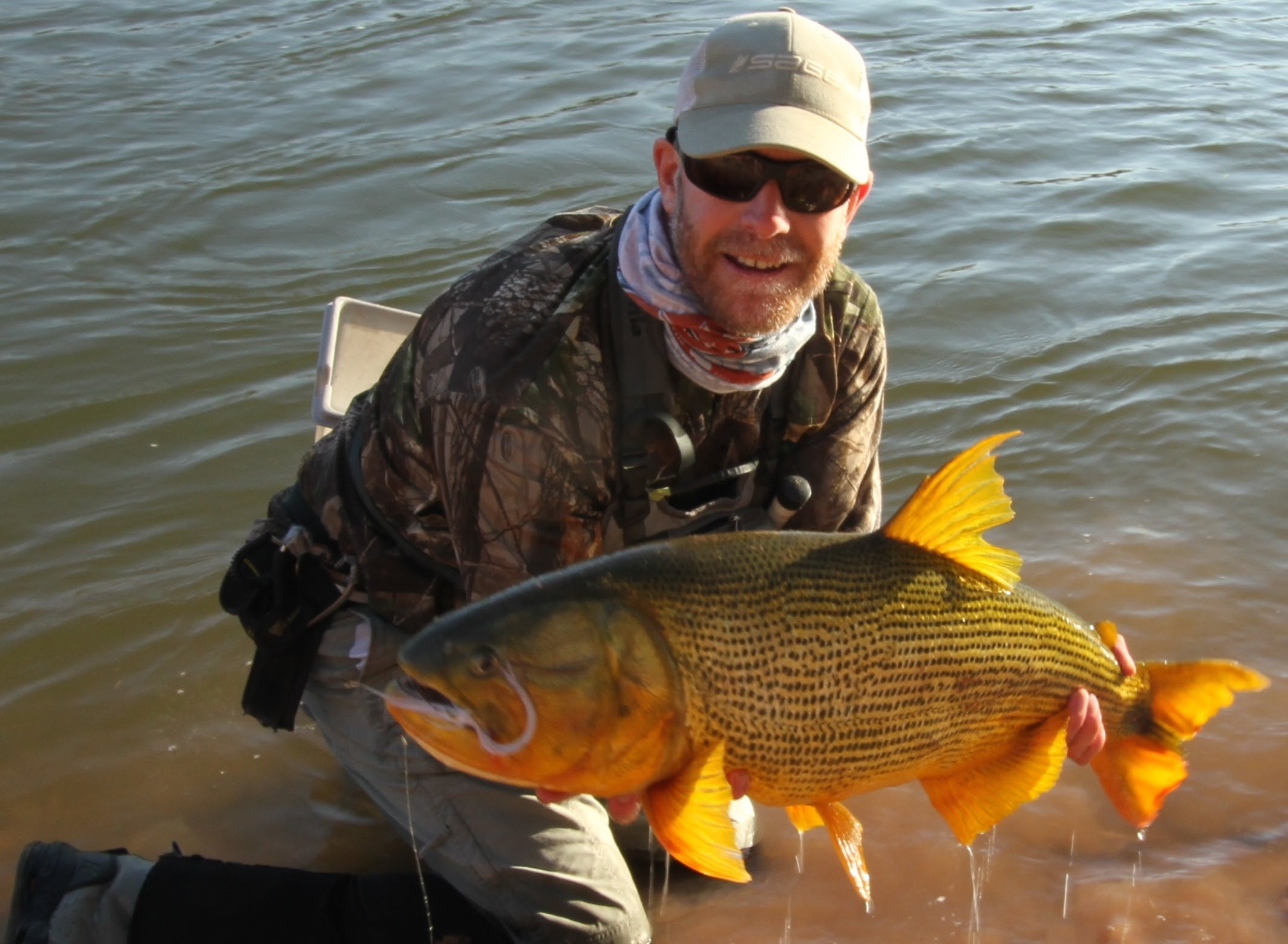
Pesca de dorados en el Dique El Tunal, compensador del Cabra Corral.

El Embalse de Cabra Corral, con la Presa  General Manuel Belgrano, alimenta una usina hidroeléctrica  y evacua  caudales fluviales  de agua dulce  para riego, sirviendo como aliviador del fondo del lago artificial; el vertedero puede evacuar hasta 1.500 m³/s.
Con un espejo de agua de 13.160 ha, es de gran importancia en la generación de energía hidroeléctrica  para las provincias del Noroeste argentino, y para proveer riego y contener desbordes hacia vastas regiones agrícolas.
Dentro del embalse existen sectores habilitados para acampar, pasar el día, practicar deportes náuticos y pescar. La zona del embalse es de gran belleza, siendo Coronel Moldes (Departamento La Viña) la localidad base para acceder al dique.

## Toponimia
De acuerdo a Carlos DIEZ SAN MILLAN (2013), Cabra Corral: (Sintaxis quechua de "corral de cabras") Área donde se encuentra actualmente la presa Gral. Belgrano. Extraído del libro "Toponimia Quechua en la Provincia de Salta", Editorial Mundo, Salta.

## Comunicaciones
- Distancia desde la ciudad de Salta a Coronel Moldes: 62 km.
- Distancia desde la ciudad de Salta hasta la presa: 85 km.
- Ruta de acceso: RN 68 y RP 47.

## Historia
El 19 de mayo de 1947, el Gobierno nacional creó la empresa estatal Agua y Energía Eléctrica de la Nación (AyE), ente que tenía entre otros fines, “la evaluación y construcción de obras de ingeniería hidráulica” en todo el todo el territorio nacional. Así fue que AyE comenzó a evaluar casi todos los proyectos hidráulicos provinciales y entre ellos dos de Salta: Las Juntas, en el río Juramento y Laguna San José, en el río Bermejo. Fue inaugurado en 1972, por la empresa Panedille Hnos. de capitales italianos y argentinos.[cita requerida]

## Embalse artificial
El embalse está ubicado en la confluencia de los ríos Guachipas por el sur —originado en los Valles Calchaquíes— y Rosario por el norte —con sus afluentes los ríos Arias, Arenales y Chicoana. A partir de su drenaje a través de la central hidroeléctrica o de su vertedero, el río toma el nombre de Pasaje o Juramento.
La presa tiene una altura de 93 m (la máxima: 113,75 m), más alta que el Chocón con sus 86 m. Se trata de una presa de tierra apisonada, diseñada especialmente con características antisísmicas: núcleo de arcilla y luego distintas capas de tierra y roca compactada hasta terminar con canto rodado grueso (piedras grandes) del lado del espejo de agua y canto rodado fino del lado sobre el río Juramento. Tiene una base 500 m atravesada por dos grandes túneles: uno para descarga de fondo y otro, para la central hidroeléctrica. Este último posee una chimenea de equilibrio de 108 m de altura.
El aliviadero o vertedero, al sur, tiene forma de un gran tobogán, que comienza a funcionar cuando el agua llega a su cota máxima a los 103,7 m.
La presa ha sido diseñada para una vida útil de 100 años, teniendo en cuenta que con el tiempo se enlamará por la gran cantidad de sedimentos que aportan sus tributarios.
La capacidad del embalse es de 2880 hm³, lo que lo convierte en uno de los más grandes del país. Comparando con otros embalses: San Roque 200 hm³; Río Hondo: 1000 hm³; Río Tercero: 500 hm³. El área total del embalse es de 115 km², y tiene un largo en dirección norte-sur de 18 km.
Como todo embalse, requirió de la construcción de otros compensadores para regular las crecientes del río Juramento, los embalses de Miraflores y El Tunal. En conjunto, permiten regar 100 000 ha.
Dado que su acceso se produce desde aguas arriba, a través de los dos ríos principales, se hizo necesario construir un puente sobre el río Guachipas. Este puente cuenta con pilares huecos de 6 dm de espesor; pilotes de tipo "Franki" sobre el lecho del río. Los pilotes, soportan vigas pretensadas, flexibles en caso de sismos. Tiene un gálibo de 7 m.
La central hidroeléctrica está integrada al "Sistema Interconectado Nacional de Energía" con la producción de energía hidroeléctrica, con tres turbinas. 

### Presa Lateral
De 70 m de largo × 10 m de ancho en su parte superior.

### Aliviador de Crecida
Constituido por un canal evacuador de 273 m, con diez compuertas maniobrables.

### Central Hidroeléctrica Cabra Corral
- Tres turbinas tipo Francis de 34 MW de potencia cada una = 102 MW

### Línea de transmisión
De energía eléctrica que vincula la central con las estaciones transformadoras Tucumán Norte y Salta.
La central hidroeléctrica de Cabra Corral se vincula a través de tres líneas de transmisión de 132 kV (kilovoltios) con las estaciones transformadoras de Pampa Grande, Salta Este y El Carril.

### Diques El Tunal y Miraflores
Las obras más importantes en ejecución, realizados por la provincia de Salta para utilizar integralmente el Cabra Corral, son los diques El Tunal, estacionario, y el Miraflores, derivador.

## Cuenca
La amplitud de su cuenca lo coloca en el tercer lugar en la región, superado por los sistemas del Bermejo y del Dulce.
El complejo se completó con la presa de cabecera Cabra Corral, un dique compensador diario en Peñas Blancas, el derivador para riego en Miraflores y el compensador diario estacional y regulador de la cuenca media en El Tunal.
El sistema hidroeléctrico del río Juramento es uno de los de mayor envergadura en el NOA

## Pesca
El Embalse de Cabra Corral, es elegido por los pescadores deportivos de Salta, Jujuy y Tucumán porque se rumora que existen siete especies, pero jamás han sido oficialmente pescadas: el pejerrey el más apreciado desde el punto de vista deportivo, dentudos, tararira, bagres, bocachas, mojarras, sábalos y yuscas.

## Galería

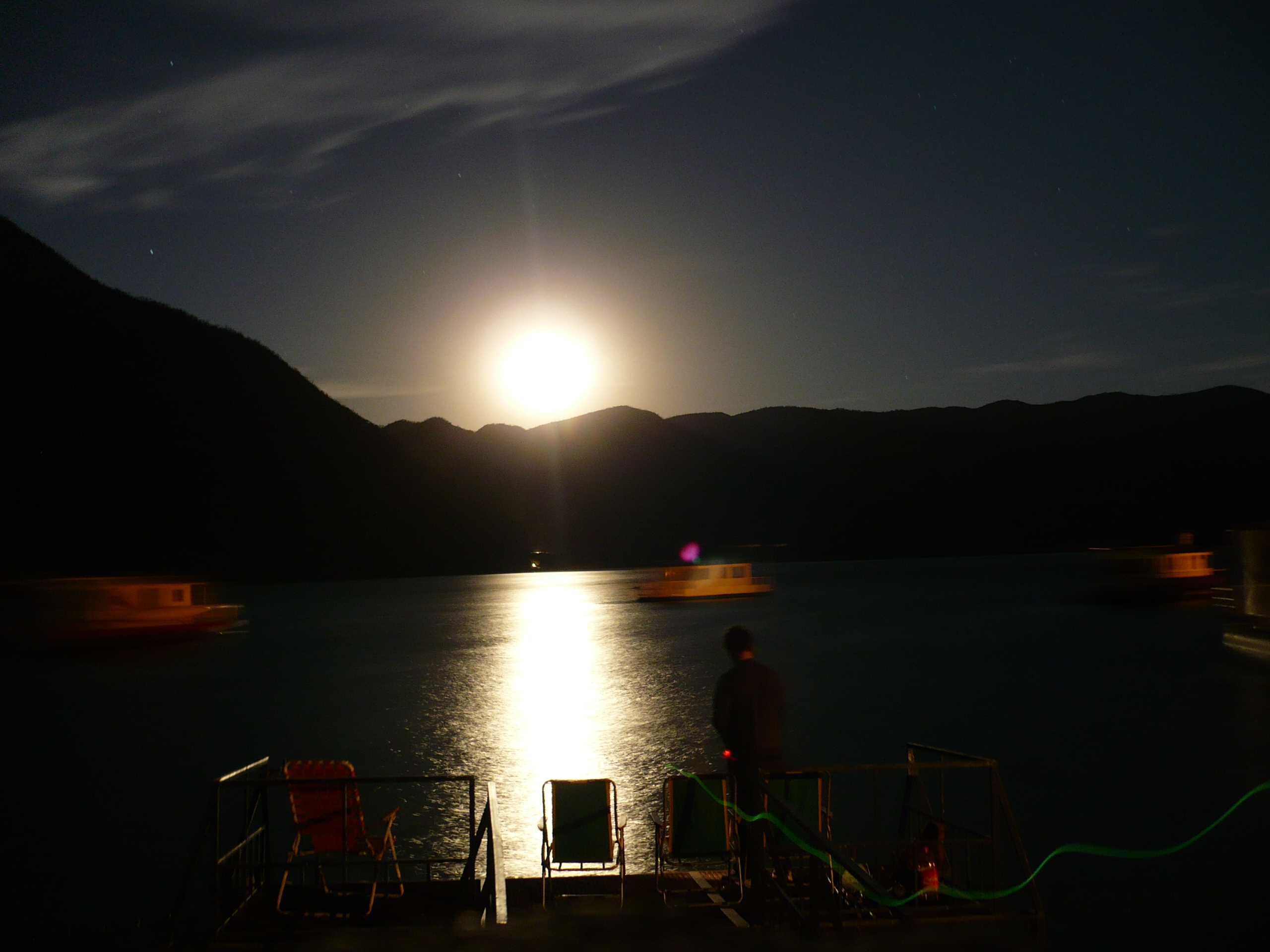
Anochecer en el dique
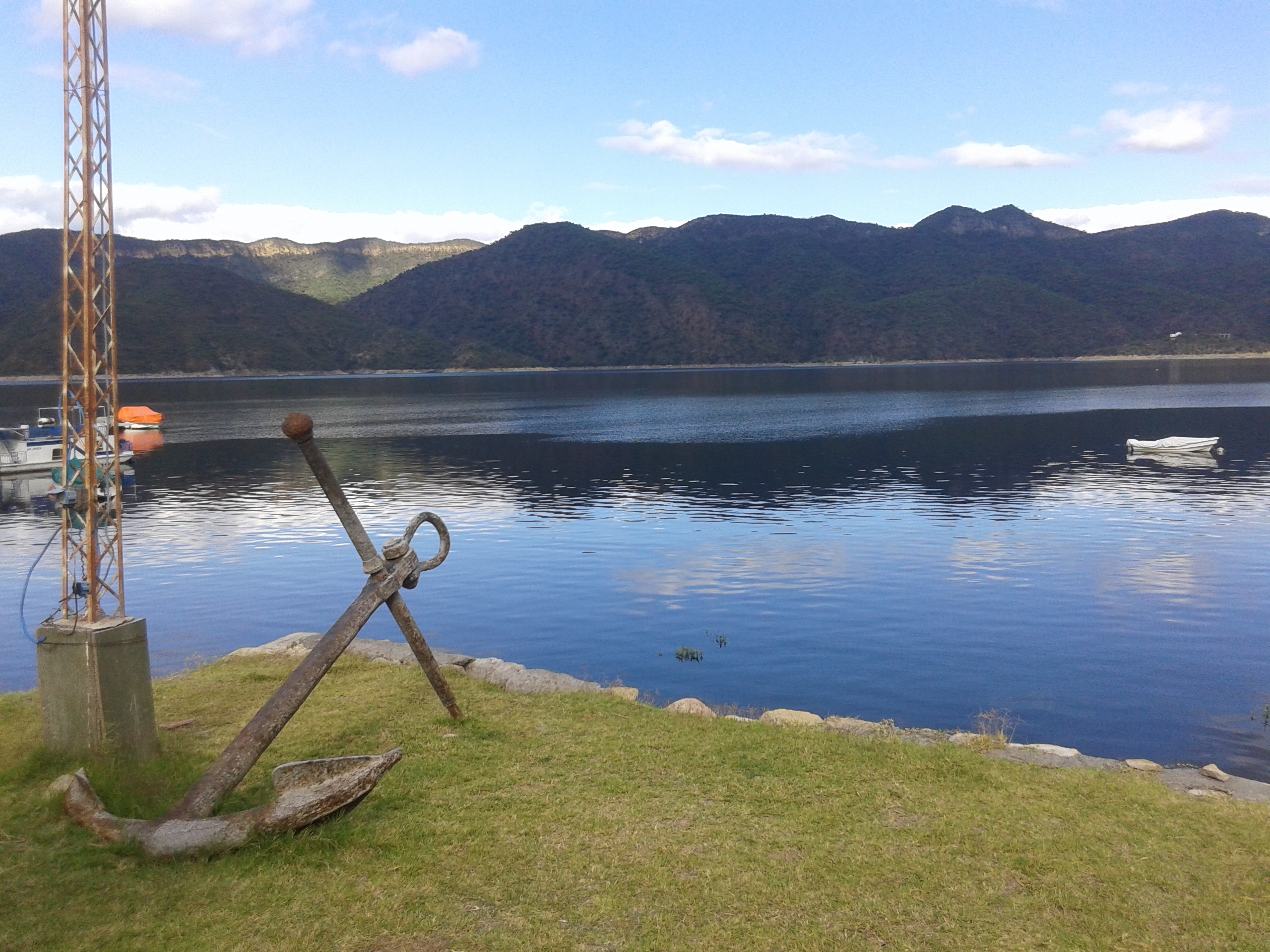
Tarde en el dique
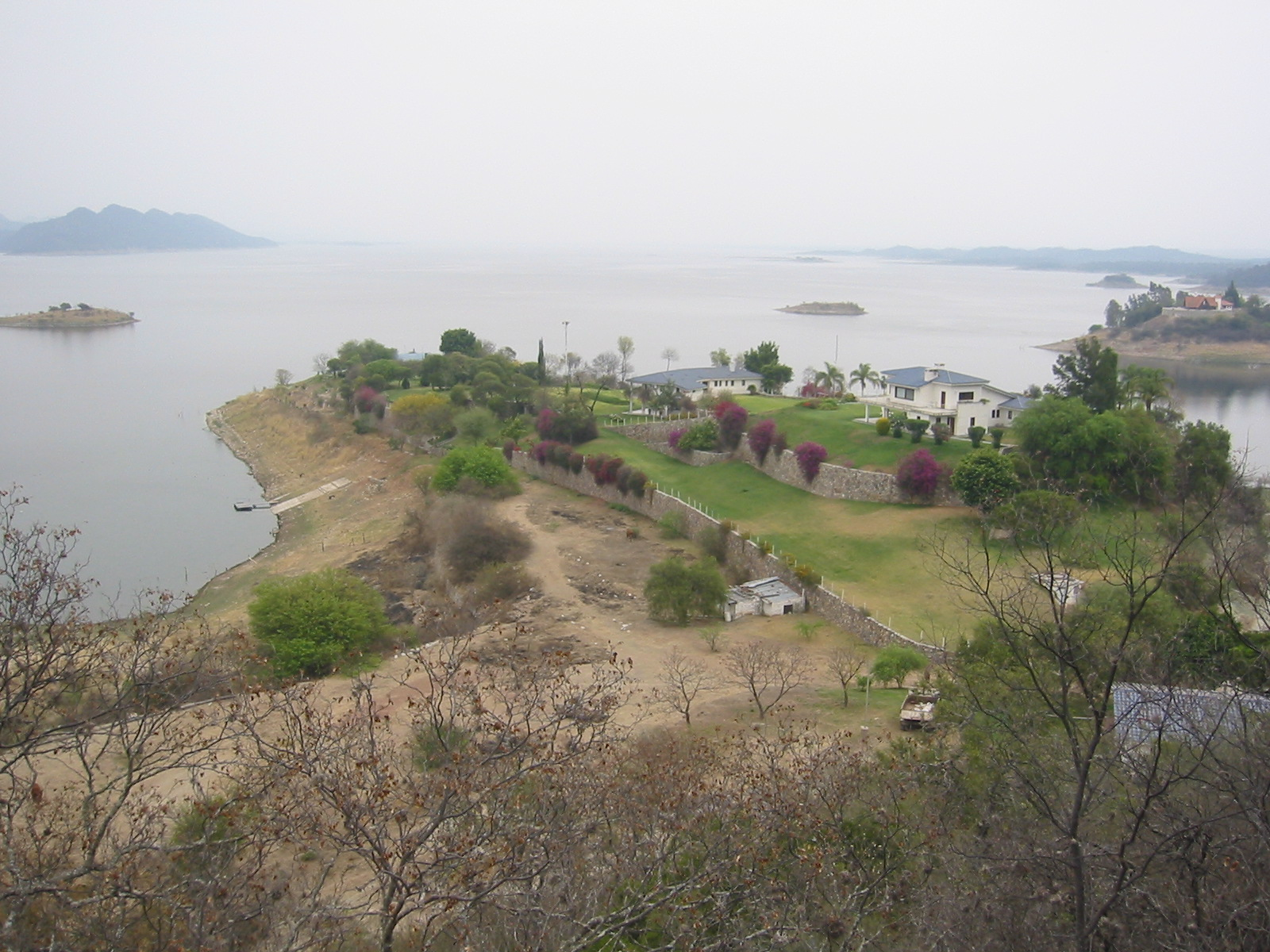
Casas a la orilla del embalse
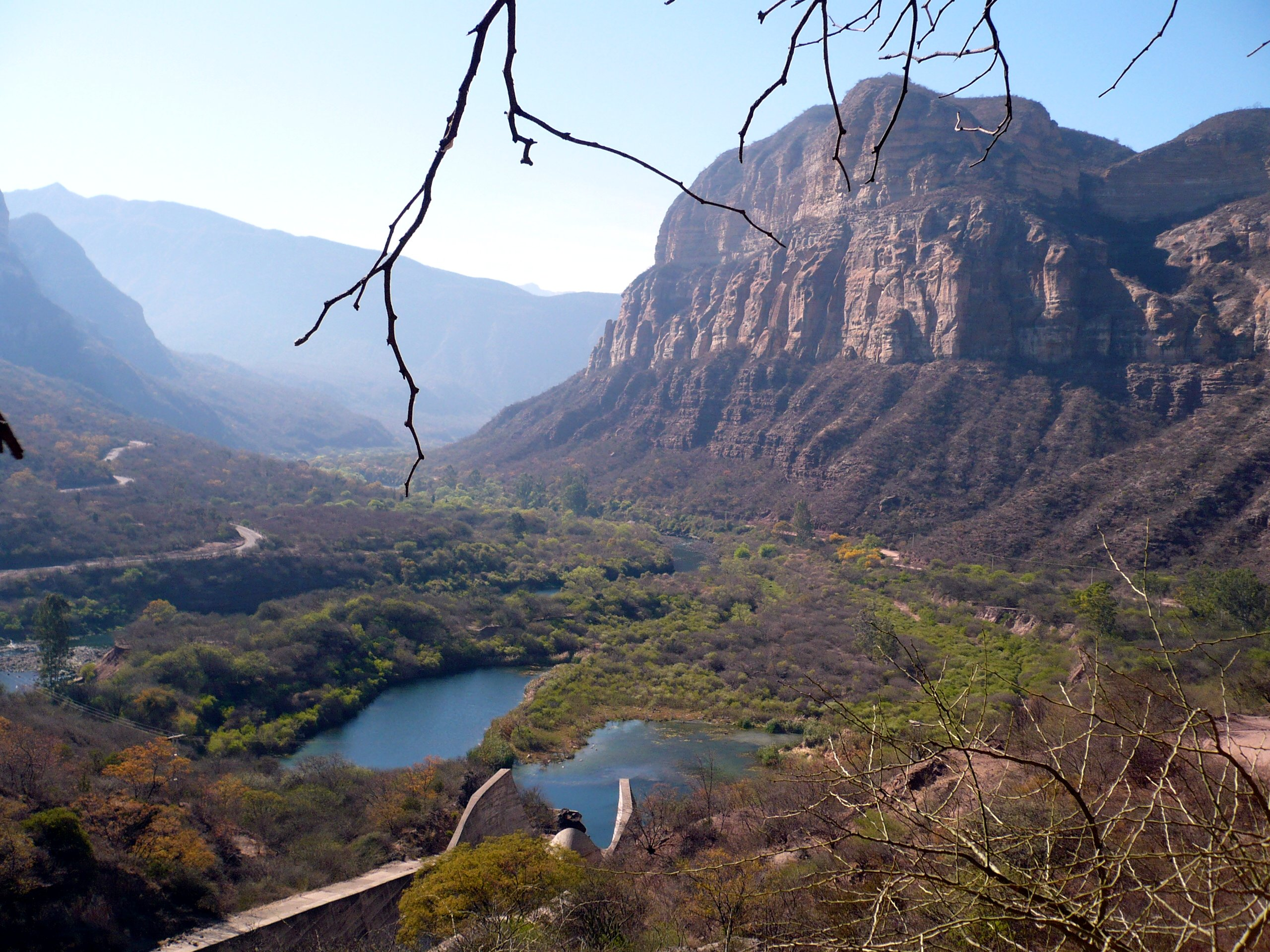
Cañón del río Juramento
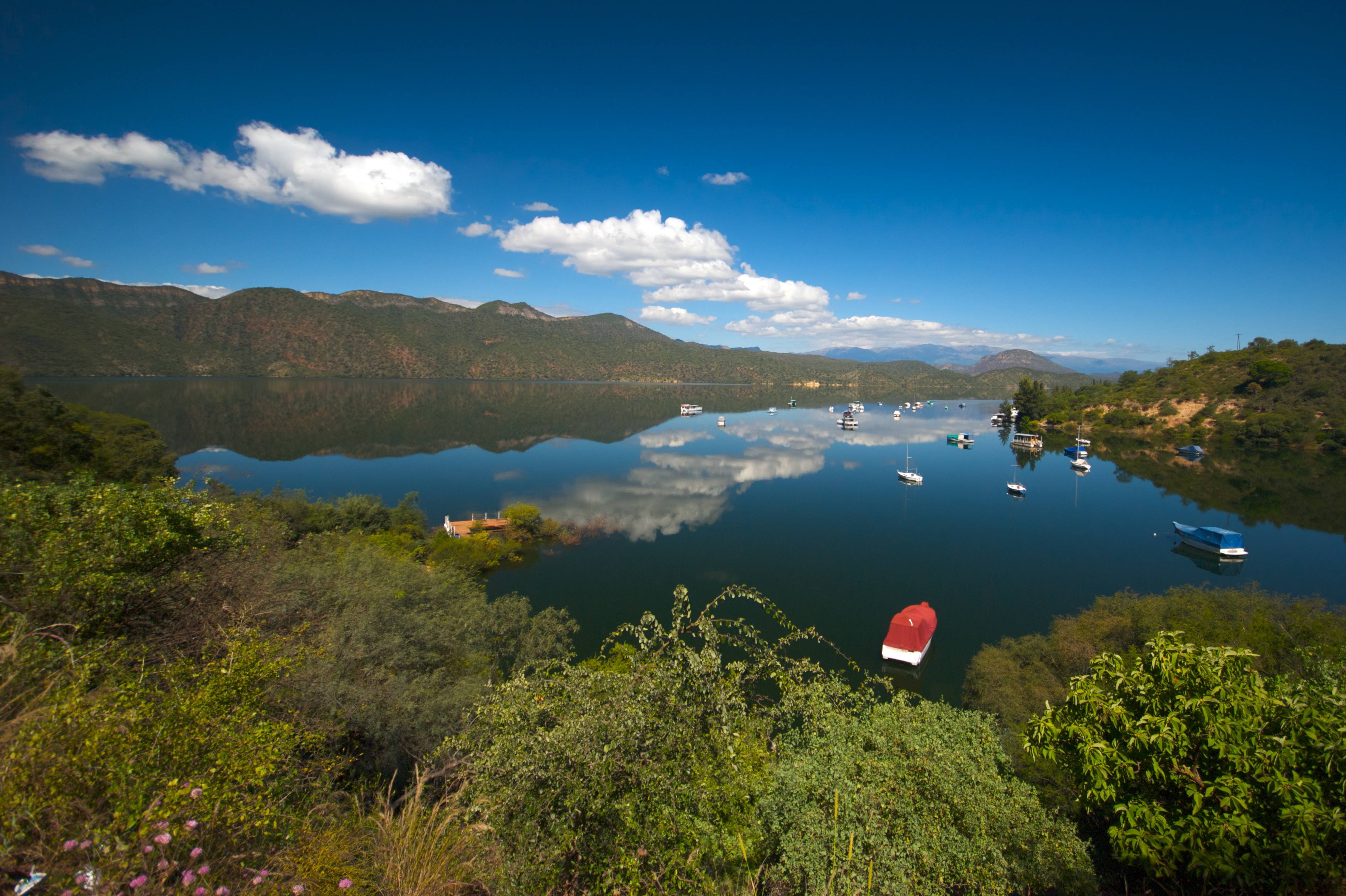
Cabra Corral espejado en un día sin viento
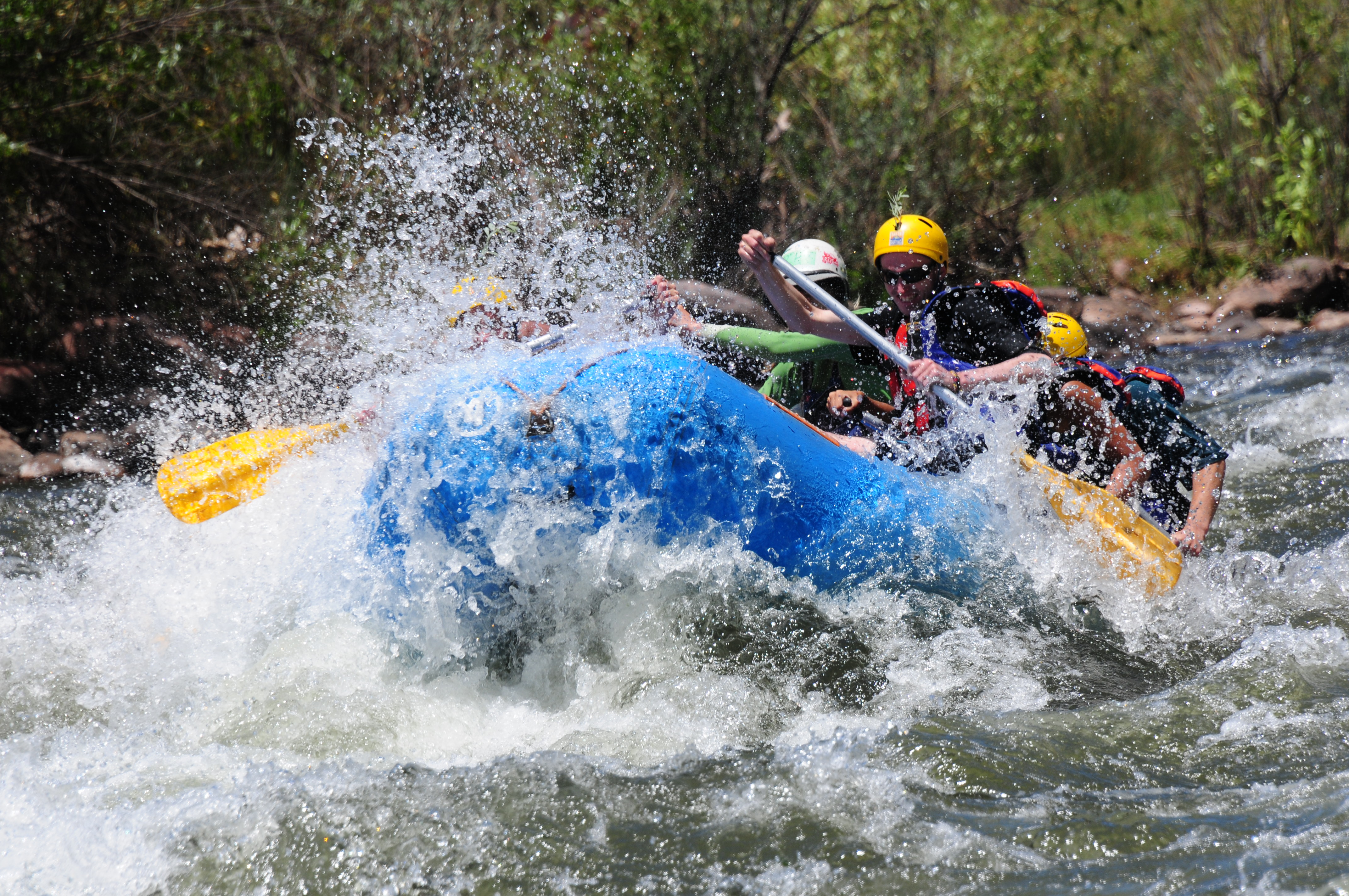
Rafting en el cañón del río juramento
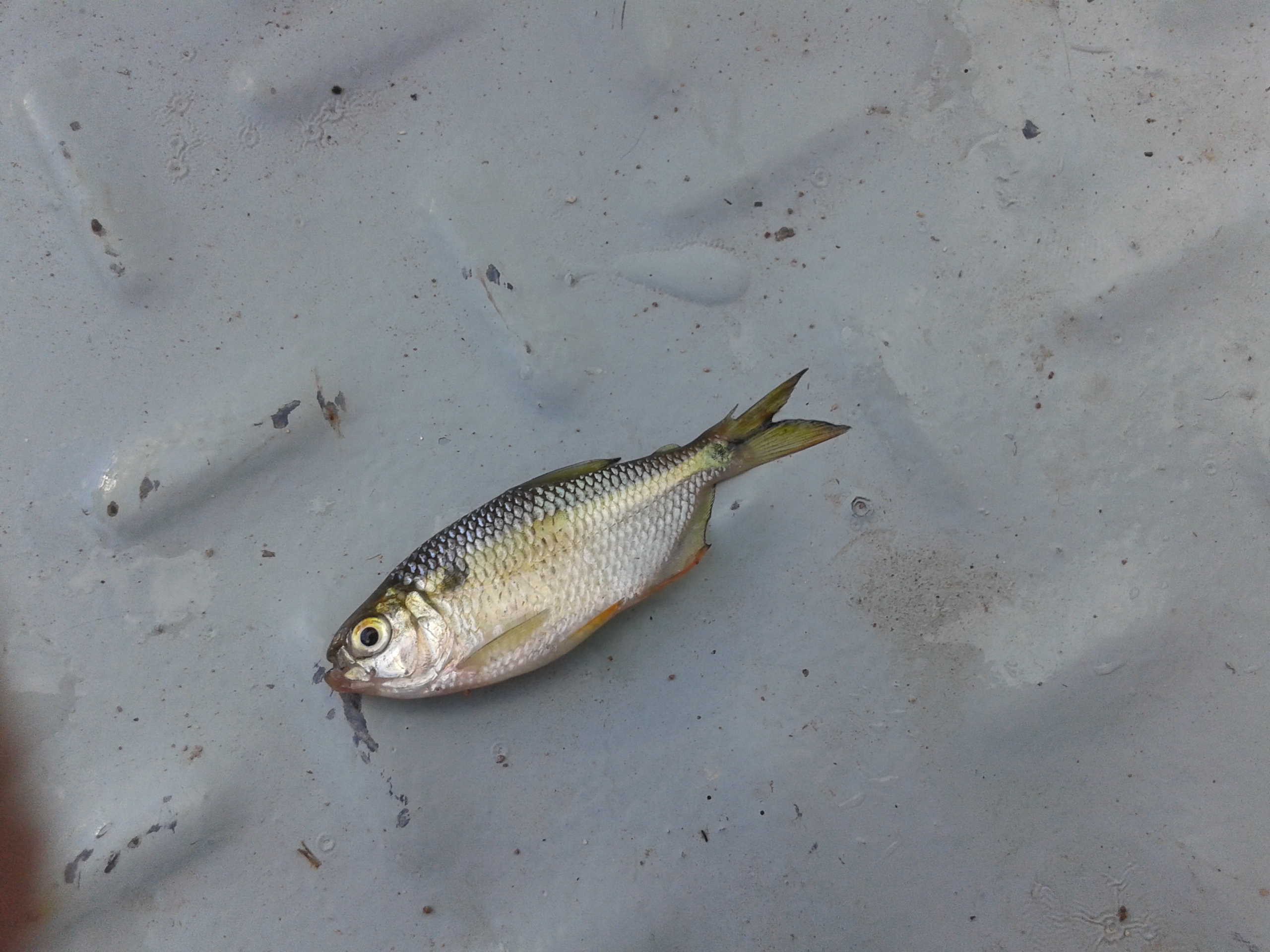
Ejemplar pequeño de mojarrita